# 데이비드 플렉스
데이비드 바이어스(David Byers, 1987년 12월 3일 ~ )는 데이비드 플렉스(David Flex)라는 링네임으로 잘 알려진 미국의 프로레슬러이다.